# Börringe landskommun
Börringe landskommun var en tidigare kommun i dåvarande Malmöhus län.

## Administrativ historik
Kommunen bildades i Gustavs socken i Vemmenhögs härad i Skåne när 1862 års kommunalförordningar trädde i kraft. Namnet var före 11 september 1931 Gustavs landskommun. 
Vid kommunreformen 1952 uppgick kommunen i Anderslövs landskommun som upplöstes 1967 då denna del uppgick i Svedala köping som 1971 ombildades till Svedala kommun.

## Politik

### Mandatfördelning i Börringe landskommun 1938-1946
| 9 | 11 |

| 20 |

| 9 | 11 |

| 20 |

| 9 | 11 |

| 19 |